# Marvin Cabrera
Marvin Gabriel Cabrera Ibarra (Città del Messico, 1º maggio 1980) è un ex calciatore messicano, di ruolo difensore.

## Palmarès

### Club

#### Competizioni nazionali
- Campionato messicano: 2

Pachuca: Apertura 2006, Clausura 2007

#### Competizioni internazionali
- Coppa Sudamericana: 1

Pachuca: 2006
- CONCACAF Champions' Cup: 3

Pachuca: 2007, 2008
- SuperLiga nordamericana: 1

Pachuca: 2007